# Edesonfilaria
Edesonfilaria ist eine Gattung der Rollschwänze mit zwei Arten. Die Parasiten befallen die Körperhöhlen von Primaten.

## Merkmale
Der Körper hat eine feine Ringelung. Der Schwanz der Männchen ist kurz, weniger lang als die doppelte Breite in Höhe des Anus. Der Ösophagus hat einen langen, sackförmigen Drüsenteil, an dessen Innenwand Riesenkörperchen angeheftet sind, und einen muskulösen Abschnitt. Das linke Spiculum ist extrem lang und fadenförmig, das rechte hat einen rückenseitigen Bart. Die Vagina ist lang und gewunden, die Vulva liegt etwas hinter dem muskulösen Ösophagusabschnitt. Die Kaudalpapillen sind groß und zahlreich.
Das erste Larvenstadium (Microfilarien) ist ohne Scheide und hat einen spitzen Schwanz.

## Systematik
Zur Gattung gehören folgende Arten:
- Edesonfilaria inderi (Krishnasamy, Singh & Iyamperumal, 1981)
- Edesonfilaria malayensis Yeh, 1960

Synonym ist Makifilaria Krishnasamy, Singh & Iyamperumal, 1981.